# Collegium Philosophie

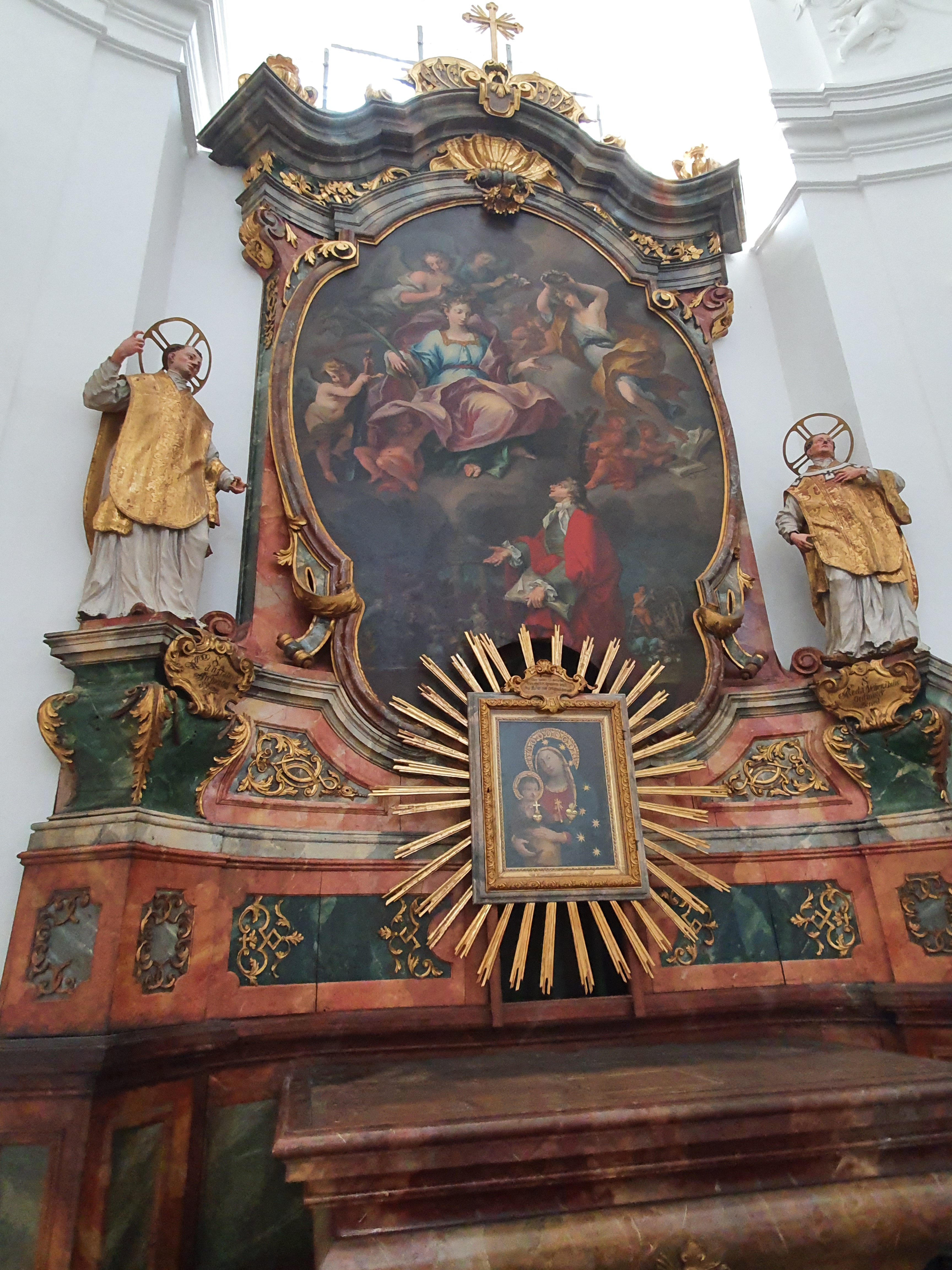
Katharinaaltar der Philosophischen Fakultät

Die Nordwestkapelle der Salzburger Kollegienkirche ist der Philosophischen Fakultät gewidmet. Auf dem Altarblatt, für das 1720 lediglich 54 fl gezahlt wurden, ist die hl. Katharina von Alexandrien dargestellt, wie sie von Engeln emporgetragen wird, unter ihr ein (unbekannter) Stifter, mit einem Grundriss in der Linken. Die ältere Zuschreibung des Bildes an den Augsburger Maler Johann Georg Bergmüller kann nicht aufrechterhalten werden. Die seitlichen Statuen stellen die hll. Lanfrankus und Beda Venerabilis dar, beide von Josef Anton Pfaffinger.
In den Wandnischen befinden sich die Statuen der hll. Josef von Nazaret (Pfaffinger), Joachim, Anna und Johannes der Täufer (Pfaffinger).

## Wandnischen-Galerie

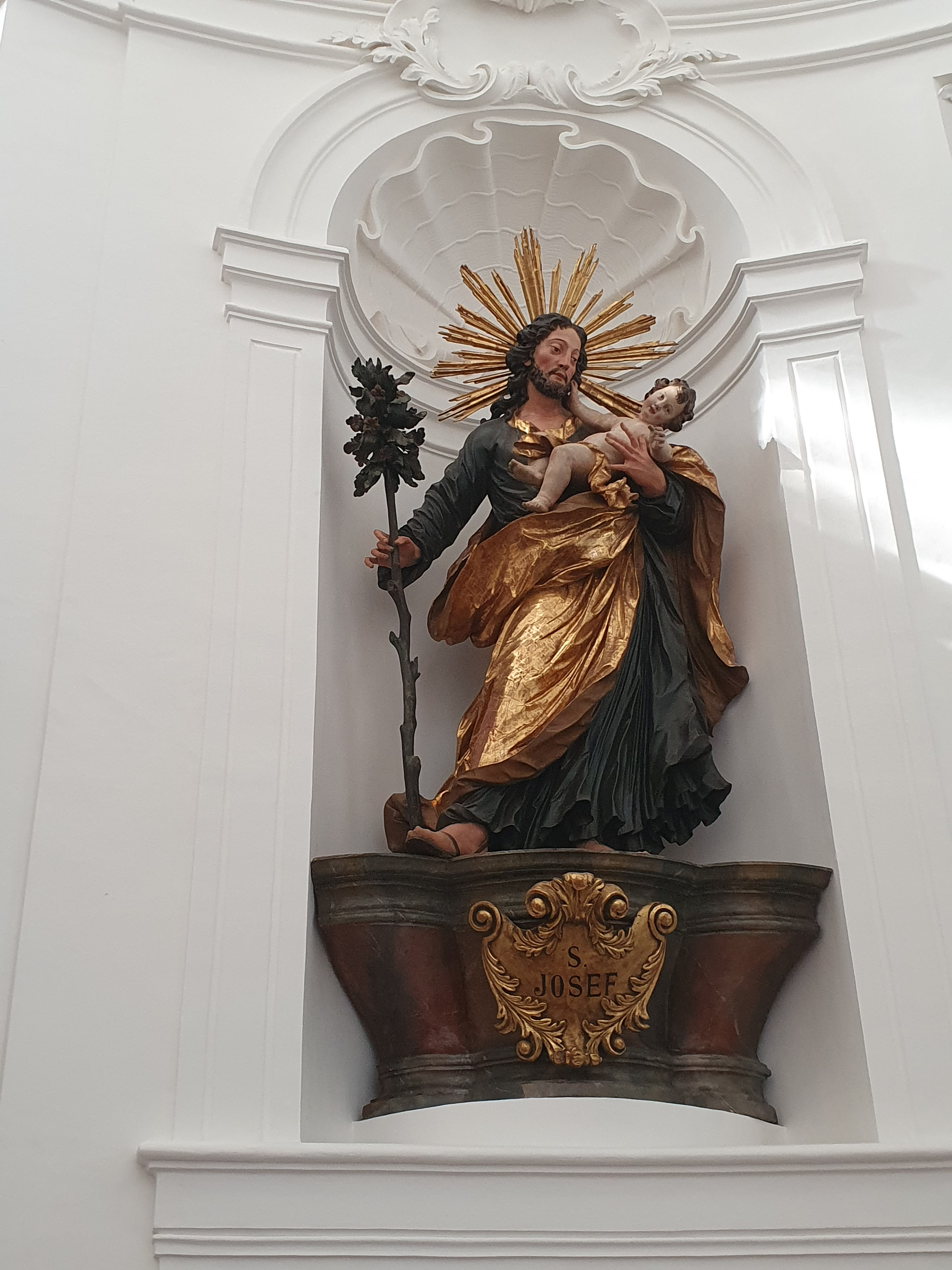
hl. Joseph
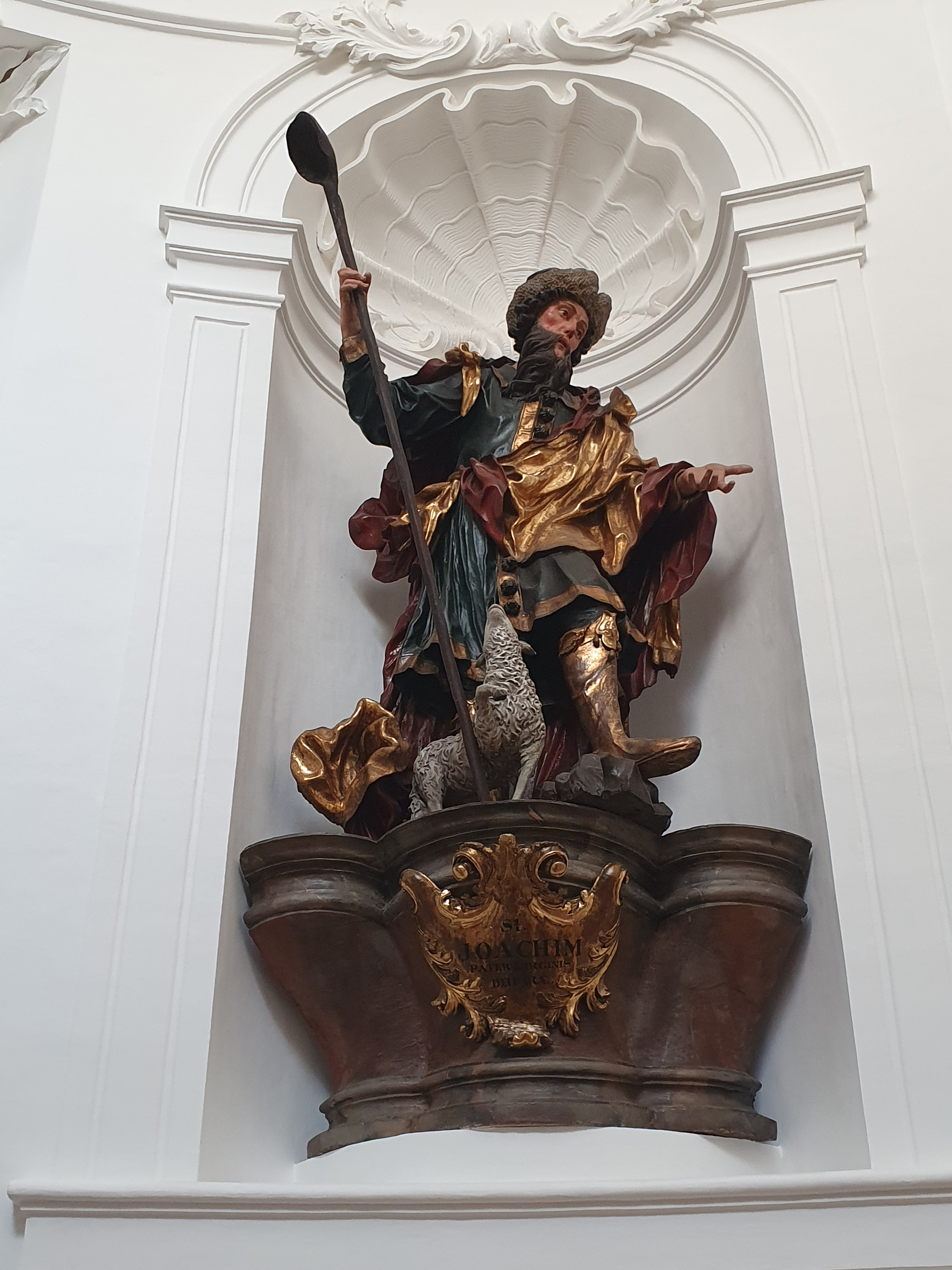
hl. Joachim
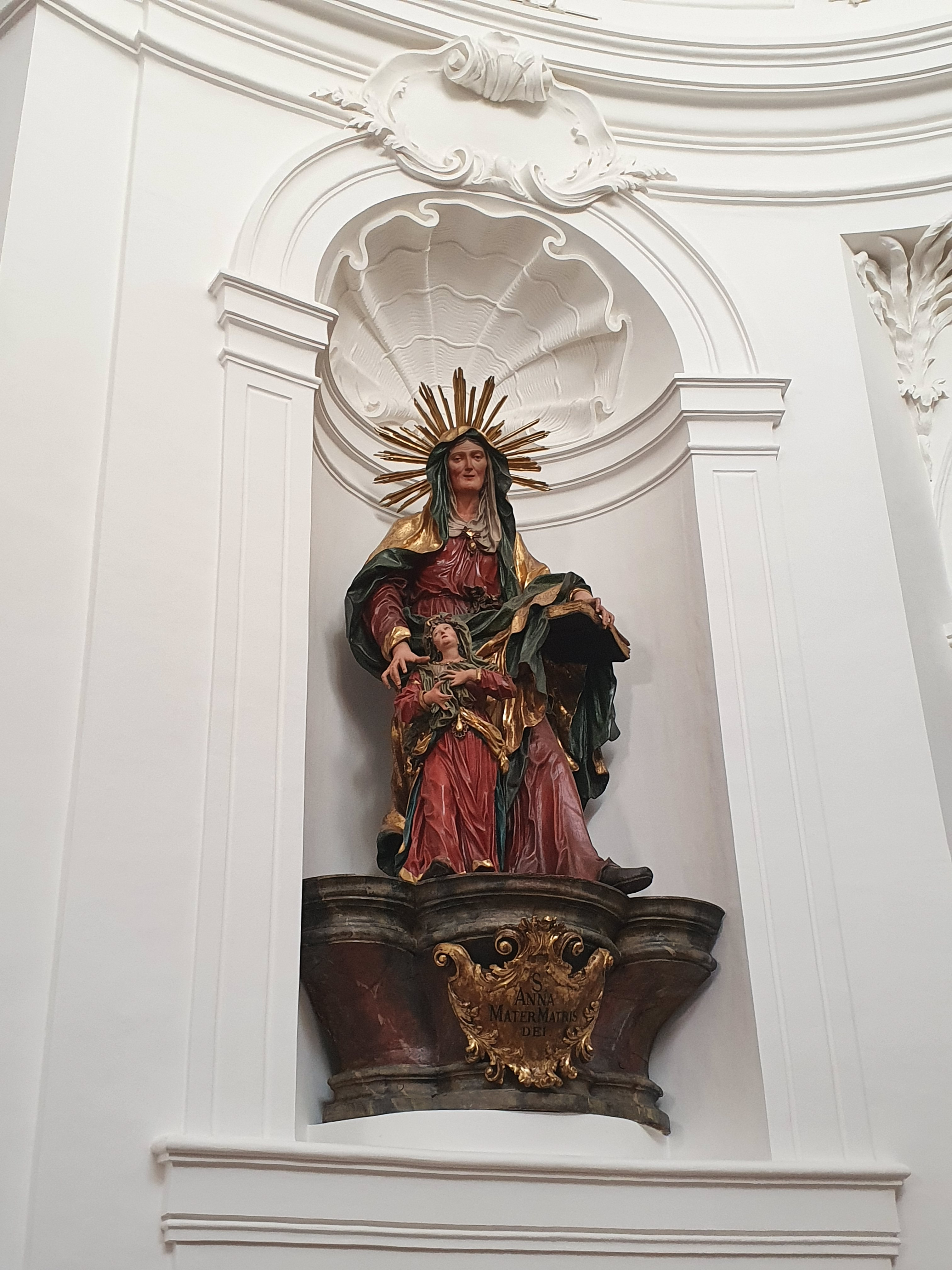
hl. Anna
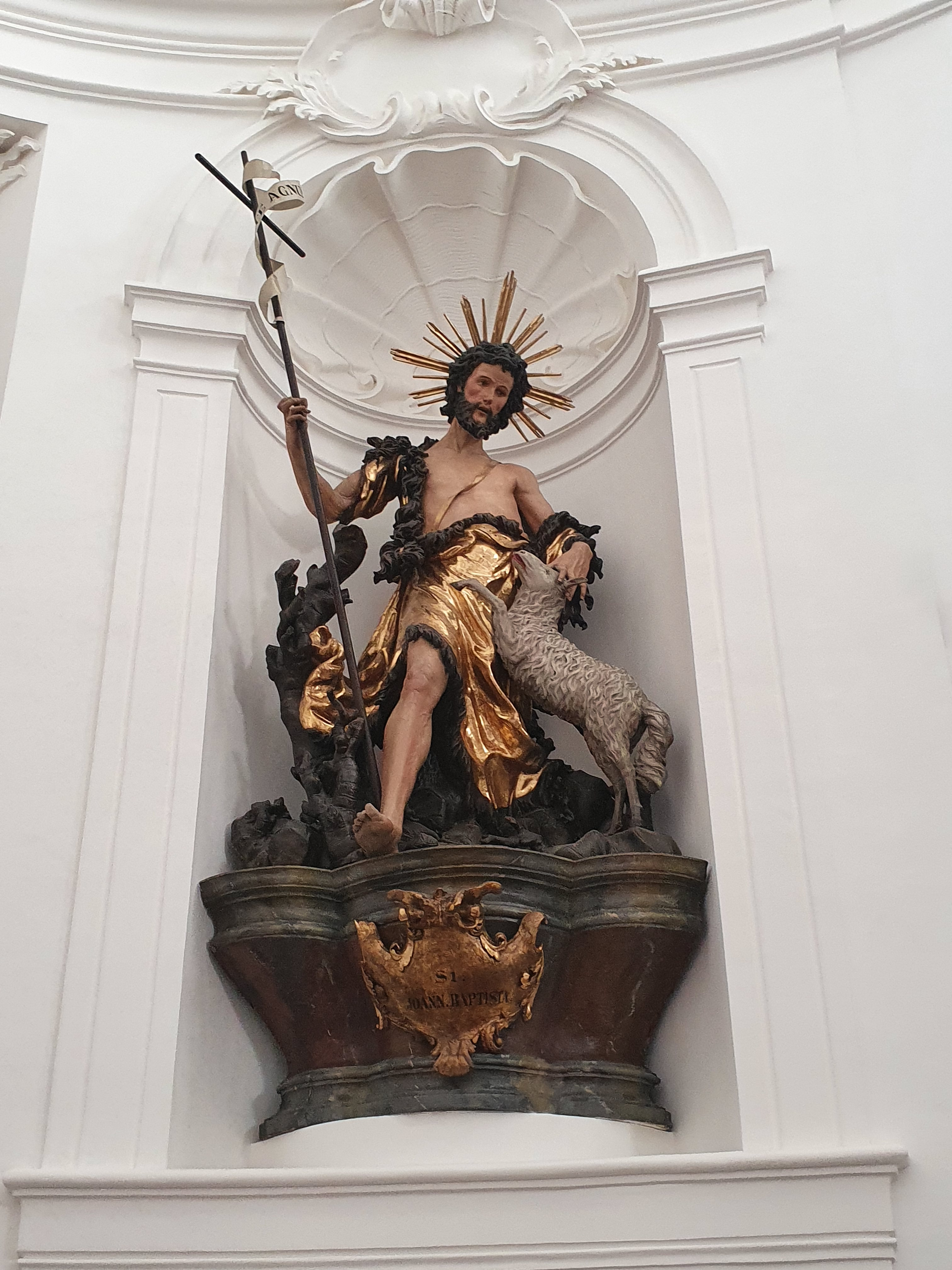
hl. Johannes der Täufer